# Sporting Clube Olhanense 1961-1962
Questa voce raccoglie le informazioni riguardanti lo Sporting Clube Olhanense nelle competizioni ufficiali della stagione 1961-1962.

## Stagione
A seguito della promozione arrivata nella stagione precedente, l'Olhanense ha partecipato alla Primeira Divisão 1961-1962. La squadra ha chiuso l'annata all'8º posto in graduatoria, mantenendo così il proprio posto nella massima divisione. L'avventura nella Taça de Portugal si è chiusa invece al primo turno, con l'eliminazione subita per mano del Vitória Guimarães.

## Rosa
| N. |                       | Ruolo | Calciatore        |
| -- | --------------------- | ----- | ----------------- |
|    | Portogallo (bandiera) | P     | Filhó             |
|    | Portogallo (bandiera) | P     | António Paulo     |
|    | Portogallo (bandiera) | D     | Alexandrino       |
|    | Portogallo (bandiera) | D     | Cardoso           |
|    | Portogallo (bandiera) | D     | Ezequiel          |
|    | Portogallo (bandiera) | D     | Luciano Fernandes |
|    | Portogallo (bandiera) | D     | Nunes             |
|    | Portogallo (bandiera) | D     | Rui               |
|    | Portogallo (bandiera) | C     | Alfredo da Silva  |
|    | Spagna (bandiera)     | C     | José Maria        |
|    | Portogallo (bandiera) | C     | Francisco Madeira |
|    | Portogallo (bandiera) | C     | Mário Nunes       |

| N. |                       | Ruolo | Calciatore       |
| -- | --------------------- | ----- | ---------------- |
|    | Portogallo (bandiera) | C     | Reina            |
|    | Portogallo (bandiera) | A     | Armando          |
|    | Portogallo (bandiera) | A     | Barrocal         |
|    | Portogallo (bandiera) | A     | Campos           |
|    | Portogallo (bandiera) | A     | Cava             |
|    | Portogallo (bandiera) | A     | Gancho           |
|    | Portogallo (bandiera) | A     | Gralho           |
|    | Portogallo (bandiera) | A     | João Carlos      |
|    | Portogallo (bandiera) | A     | Ludgero          |
|    | Portogallo (bandiera) | A     | Mateus           |
|    | Portogallo (bandiera) | A     | Francisco Matias |